# Drácula contra Frankenstein
Drácula contra Frankenstein (Dracula, Prisoner of Frankenstein o Dracula prisonnier de Frankenstein en les seves versions internacionals) és una pel·lícula de terror estrenada en 1972 dirigida per Jesús Franco.
Destaca en la filmografia del realitzador madrileny per retre homenatge al clàssic cinema de terror de la Universal dels anys 30 ja que els protagonistes de la història són tres caràcters mítics: Dràcula, Frankenstein i l'Home Llop.

## Trama
El doctor Seward aconsegueix finalment trobar al Comte Dràcula al seu castell. En un tibant enfrontament aconsegueix clavar-li una estaca al cor, la qual cosa provoca la mort del vampir. Però el doctor Frankenstein, acompanyat del seu servent sordmut Morpho i del Monstre, al que porten en una enorme caixa, no triga a localitzar al comte mort. L'objectiu del doctor és reviure Dràcula per crear un exèrcit de les tenebres i sotmetre la humanitat.
Emprant la sang d'una cantant de cabaret, prèviament segrestada pel monstre de Frankenstein, aconsegueixen ressuscitar al vampir. Aviat al famós duo se li incorpora una jove vampiressa i comencen a terroritzar la ciutat. El doctor Seward en conèixer les seves activitats, de nou, es proposa acabar amb ells. Lamentablement és atacat pel monstre de Frankenstein qui, donant-lo per mort, l'abandona en la carretera. Seward és rescatat per Amira, una gitana, que l'ajuda a restablir-se de les ferides.
La nit de l'enfrontament ha arribat. Amb la lluna plena també apareix l'home llop que, alineant-se amb Seward, s'enfrontarà a Frankenstein i Dràcula en una desesperada lluita contra les forces del mal.

## Repartiment
- Dennis Price - Doctor Frankenstein
- Howard Vernon - Dràcula
- Paca Gabaldón - María
- Alberto Dalbés - Doctor Jonathan Seward
- Carmen Yazalde - Noia vampira
- Geneviève Robert - Amira, la gitana
- Anne Libert - Primera víctima de Dràcula
- Luis Bar Boo - Morpho
- Brandy - Home lloc
- Fernando Bilbao - El Monstre
- Josyane Gibert - Estela, la cantant de cabaret

## Producció
Inspirada pels personatges creats per Mary Shelley i Bram Stoker, Drácula contra Frankenstein destaca per contenir un escàs guió, que a penes aconsegueix uns pocs folis, i molt pocs diàlegs.
La pel·lícula simbolitza una de les característiques pel·lícula d'aquesta etapa en l'obra de Jesús Franco. Amb un pressupost escàs, rodat en format de coproducció hispà-francesa, la pel·lícula compta amb localitzacions filmades a Alacant i Múrcia (Espanya), Lisboa, Sintra i Estoril (Portugal) i París (França).

## Recepció
La pel·lícula obté pobres valoracions en els portals i webs d'informació cinematogràfica. No obstant això obté alguns comentaris positius com el del reportatge "Drácula contra Frankenstein y las huellas del imaginario de Jesús Franco" publicat per David Mejía en el Centre Virtual Cervantes.
| «                        | "Els enquadraments, plans i efectes són maldestres. La caracterització dels personatges és frívola i estereotipada; estem davant un producte made in Franco: cinema de gènere i sota pressupost. En altres paraules, es tracta de cinema comunament denominat de sèrie B, conscient i orgullós de ser-ho." | » |
| — Crítica de David Mejía | |   |

Antonio Méndez, a AlohaCriticón, destaca: 
| «                                          | "Una pel·lícula el valor principal de la qual recau en la força puntual de les seves imatges, establint una pertorbadora i enrarida atmosfera i conformant gairebé un títol mut en el qual existeixen molt pocs diàlegs". | » |
| — Crítica d'Antonio Méndez a AlohaCriticón | |   |

A IMDb obté una puntuació de 4,1 sobre 10 amb 483 valoracions.
| «                                     | "Al principi la pel·lícula sembla ser principalment un joc d'imatges estranyes preses de prop. Però després comença la narració i la trama comença a tenir sentit. En dues ocasions la narració està per davant de l'acció. Estic segur que és a posta però és una cosa inusual. Per contra hi ha molt poc diàleg. (...) Recomanat si t'agraden els girs de rosca als vells contes." | » |
| — Crítica de horrorbargainbin en IMDB | |   |

Amb 199 votacions la valoració de Drácula contra Frankenstein és de 3,4 sobre 10 per als usuaris de FilmAffinity.
| «                                     | "Després de la passable Count Dracula en la qual Franco va comptar amb Christopher Lee i Klaus Kinski aquí el director vol fer un homenatge al terror gòtic de la Universal. Ho aconsegueix?. Gens ni mica. Jess no és un bon director i aquí se li colen errors de tota mena (no sols de raccord), escenes que no venen al cas, maquillatges de ball de disfresses i fins a un Dràcula que a penes es mou i més aviat sembla un ninot.(...) És una pel·lícula maldestra, patosa, que confirma a Jess Franco com aquest tipus amb sort que solia trobar finançament per a les seves pel·lícules. Films que no solien partir d'idees bizarres (un crossover entre Drácula i Frankenstein no ho és en absolut) però que passats pel seu peculiar punt de vista (meitat "cutrerio" meitat ineptitud) van intoxicar bizarrament les sales de cinema i videoclubs d'arreu del món." | » |
| — Crítica de Mahinook en FilmAffinity | |   |